# Валлабга
Валлабга, Шрі Валлабгачар'я  індійський релігійний філософ, індуїстський вішнуїтський (кришнаїтський) релігійний діяч, ачар'я, засновник індуїстської вішнуїтської течії Пуштімарґ  ( «Шлях Процвітання [душі]»), послідовник філософії шуддха-адвайта   (чистої недвоїстости).
Валлабга розглядається у вайшнавській традиції як ачар'я і ґуру, який брав філософію Веданти. Часто він асоціюється з Вішнусвамі , засновником Рудра-сампрадаї , і вважається його втіленням  </ blockquote>. В індійській філософії він відомий як автор шістнадцяти сутр (трактатів) і декількох коментарів до Бгаґавата-пурани, де описуються багато  ліли  Крішни і Його  аватар. Валлабхачарья займає унікальне місце в індійській культурі як учений, філософ і проповідник вчення бгакті. Він особливо відомий як послідовник і проповідник  релігії Бхагавата. Валлабга народився в селі Чампаранья поблизу Райпур  в індійському штаті Чхаттісгарх .

## Праці
- «Крішнашарая»
- «Сиддханта Рахасья»
- «Чатухшлокі»
- «Мадхураштакам»

## Див. Також
- Пуштімарга
- Вішнусвамі
- Крішнаїзм
- Вайшнавізм